# Abissage
L'abissage (« Fléizen » en luxembourgeois) est une technique d'irrigation de prairies. Elle consiste à dévier un cours d'eau dans une rigole créée à cet effet, rigole dénommée « ri d'abissage », « ry d'abissage », « canal d'abissage », « fossé d'abissage » ou « bief d'abissage » selon les régions, en vue de l'amener en amont des prairies à irriguer. Le canal est obstrué aux endroits où l'agriculteur souhaite faire couler l'eau dans la prairie. Cette eau est éventuellement récoltée dans un canal situé en aval. Les canaux d'abissage pouvaient avoir plusieurs centaines de mètres de longueur. La technique est pratiquée ou remise en pratique dans diverses régions.

## Reconnaissance
Très répandu autrefois sur la face ouest de l’Europe, du Portugal et de l'Espagne à la Norvège, le recours à cette technique était monnaie courante dans toute l’Ardenne et la Haute Ardenne.
En Ardenne, l'irrigation traditionnelle a été utilisée du Moyen Âge à la Première Guerre mondiale. Elle a été abandonnée mais le relief créé par les canaux s'observe encore sur le terrain et est fréquemment révélé par l'imagerie Lidar. Depuis 2021, la technique de l'abissage est reprise parmi les chefs-d'œuvre du Patrimoine oral et immatériel de la Fédération Wallonie-Bruxelles.
Dans le village de Melen, situé dans le Pays de Herve, un groupe de citoyens soutenu par le collège communal tente de faire reconnaître le site situé sur le parcours du ruisseau d'Oudonfosse comme patrimoine exceptionnel immatériel de la Fédération Wallonie-Bruxelles,.
Un canal d'abissage a été remis en activité pour une pâture au village de Cierreux, de la commune de Gouvy, en province du Luxembourg, et cette technique ardennaise millénaire est en 2023 reconnue patrimoine mondial de l’Unesco : elle permet d'accroître la production de fourrage du pré de fauche destiné à nourrir moutons et bovins,.
L'irrigation traditionnelle par abissage est pratiquée aussi à Lommel, en province du Limbourg, où elle est appelée en néerlandais : witteren,, et inscrite par l'UNESCO en 2023 au patrimoine culturel immatériel de l'humanité. L’eau du canal Bocholt-Herentals contient beaucoup de calcaire et de minéraux, et a créé un biotope unique. Quelque 200 espèces de plantes rares qui poussent à Lommel n’existent nulle part ailleurs dans le pays . Lommel fait partie du Paysage régional Basse Campine, un des 16 paysages régionaux reconnus en Flandre, comparables aux parcs naturels de Wallonie.
Il existe un musée valaisan des bisses en Suisse qui réunit une bibliographie importante et un ouvrage français récent en fait l’historique un peu partout en Europe (water-works ou water-meadows au Royaume-Uni, Wässerwiesen, Wiesenbewässerung ou Flüxwiesen en Allemagne, marcita en Italie, Vloeiweiden en Flandre).

## UNESCO
En 2023, l'UNESCO a réalisé un documentaire multilingue "Irrigation traditionnelle : connaissance, technique et organisation" sur les pays qui la pratiquent : Allemagne, Autriche, Belgique, Italie, Luxembourg, Pays-Bas et Suisse (Vidéo ).